# Герб Ананьєва
Герб Ананьєва — офіційний символ міста Ананьїв Одеської області, затверджений в 2016 р. сесією Ананьївської міської ради.

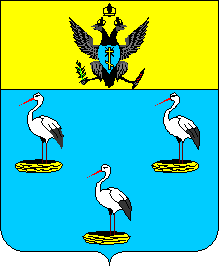
Герб періоду Російської імперії

При сучасному відновленні герба 1847 р., зберігаючи принципи історизму, з вільної частини щита герба вилучено зображення герба Херсонської губернії, оскільки вказана інформація нині не є актуальною, в зв'язку з тим, що місто Ананьїв на цей час є районним центром Одеської області.

## Опис
Герб має форму щита, який класифікується в геральдиці як іспанський тип. У щиті на синьому полі стоять кожен у своєму золотому гнізді два сусідніх і один між ними три срібних лелеки (з червоними очима, дзьобами та ногами). Щит по периметру обрамлений ззовні золотим кантом.
Щит обрамлено декоративним золотим картушем й увінчано золотою міською короною у вигляді трьох веж.

## Значення символів
Лелека — один з найпопулярніших птахів в Україні. У християнстві він символізує чистоту, благочестя, воскресіння. Вважається також очисником від скверни, охоронцем домашнього вогнища.
Лазуровий колір символізує великодушність, чесність, вірність і бездоганність або просто небо.

## Історія
Герб міста Ананьєва був затверджений 7 листопада 1847 році разом з іншими гербами Херсонської губернії.